# Waco Kickers
El Waco Kickers fue un equipo de fútbol de los Estados Unidos que jugó en la SISL, la desaparecida liga de fútbol y fútbol indoor del país.

## Historia
Fue fundado en el año 1990 en la ciudad de Waco, Texas y era propiedad del doctor Albert F. Mikulencak. Compitió en las temporadas de fútbol y fútbol indoor de 1990, en donde en fútbol indoor ocuparon el tercer lugar de su división con 11 victorias y 13 derrotas, anotando 132 goles y recibiendo 182; mientras que en fútbol fueron séptimos de su división con tan solo una victoria y 14 derrotas, solo por delante del Oklahoma City Warriors, anotaron solo 9 goles y recibieron 54.
El club al finalizar la temporada decidieron fusionarse con el North Texas United, desapareciendo oficialmente.

## Temporadas
| Año     | División | Liga        | Temporada Regular | Playoffs     | US Open Cup  |
| ------- | -------- | ----------- | ----------------- | ------------ | ------------ |
| 1989/90 | N/A      | SISL Indoor | 3º, Texas         | No clasificó | N/A          |
| 1990    | N/A      | SISL        | 7º, Eastern       | No clasificó | No participó |